# Lobiranje
Lobiranje (eng. lobbying) označava način zastupanja interesu politici, u izvršnoj i zakonodavnoj vlasti te utjecaj kroz osobne kontakte na javno mnijenje preko medija.
Primjerice sindikati, nevladine organizacije i druge udruge kao i veće tvrtke koriste svoj utjecaj na donošenje specifičnih zakona koju su u njihovom interesu.
Isto tako članovi udruga dobivaju za njih relevantne informacije pomoću kojih se u pravilu mogu predvidjeti neke odluke koje imaju utjecaj na udruge i njihove članove.
Lobiranje je metoda utjecaja na donositelje odluka i procese donošenja odluka uz određenu strategiju.
Radi se o selektivnim utjecajima na donošenje određenih odluka, ali ne i o suradnji na oblikovanju državno-političkih koncepcija.

### Stanje u EU
Zakonodavna zbivanja u glavnim gradovima članica Europske unije ne mogu biti odvojeni od zbivanja u Bruxellesu. 
Europske direktive zahtijevaju naknadne implementacije u nacionalno zakonodavstvo.
U Bruxellesu prema mnogim procjenama djeluje od 15.000 do 20.000 aktivnih lobista. Brojke nisu sasvim pouzdane, jer (za razliku od SAD-a) u europskim institucijama nije obavezna registracija. U Europskom parlamentu je u listopadu 2007. godine djelovalo 4.570 registriranih lobista.

## Primjeri za lobističke grupe
- Hrvatski Autoklub
- Amnesty International – međunarodna društvena politika
- Helsinki Watch

## Kritike o lobiranju
Lobiranje se temelji na "četvrtoj sili", poznatoj i kao "peta sila", i ima utjecaj na državnu vlast. Za lobiste ne postoji jasna zakonska regulativa. 
Lobizam može u nekim slučajevima voditi do korupcije i na taj način na nedopušten način utjecati na vladu.

## Vanjske poveznice
1. ↑  europarl.europa.eu. Inačica izvorne stranice arhivirana 29. svibnja 2015. Pristupljeno 14. siječnja 2009. journal zahtijeva |journal= (pomoć)

- Corporate Europe Observatory (CEO)
- Registar zastupnika Interesa u Europskim parlamentu
- Exzerpt aus Europe Inc. in SWB 01/1998  Arhivirana inačica izvorne stranice od 23. rujna 2015. (Wayback Machine)
- Hrvatski autoklub Hrvatska tehnička enciklopedija, portal hrvatske tehničke baštine. LZMK